# Sergio Cervato
Sergio Cervato (ur. 22 marca 1929 w Carmignano di Brenta, zm. 9 października 2005 we Florencji) – włoski piłkarz grający na pozycji obrońcy, później trener piłkarski.

## Kariera piłkarska
Urodzony w Carmignano di Brenta Sergio Cervato karierę rozpoczął w 1946 roku w juniorach Tombolo, następnie grał jeszcze dla juniorów FC Bolzano 1996. Profesjonalną karierę rozpoczął w 1948 roku w Fiorentinie, w barwach której zadebiutował w Serie A dnia 12 grudnia 1948 roku w przegranym meczu wyjazdowym z Genoą. W drugiej połowie lat 50. odnosił z tym klubem sukcesy: mistrzostwo Włoch – 1955/1956, finał Pucharu Włoch – 1958/1959, finał Pucharu Europy – 1956/1957. W klubie występował do 1959 roku grając w 316 meczach i strzelając 31 bramek w lidze.
Następnie przeszedł do Juventusu Turyn, z którym w sezonach 1959/1960 i 1960/1961 zdobywał mistrzostwo Włoch oraz Puchar Włoch w sezonie 1959/1960. W 1961 roku przeszedł do SPAL 1907, gdzie w 1965 roku zakończył piłkarską karierę. Łącznie w Serie A rozegrał 466 meczów i strzelił 100 goli.

## Kariera reprezentacyjna
Sergio Cervato grał w reprezentacji Włoch B. W seniorskiej reprezentacji zadebiutował dnia 8 kwietnia 1951 roku w Lizbonie w wygranym 4:1 meczu towarzyskim z reprezentacją Portugalii. Z reprezentacją awansował na mundial 1954 w Szwajcarii, gdzie reprezentacja odpadła w fazie grupowej tego turnieju, jednak Cervato na nim nie grał w żadnym meczu. Ostatni występ Cervato w reprezentacji miał miejsce w Barcelonie dnia 13 marca 1960 roku w przegranym 1:3 meczu towarzyskim z reprezentacją Hiszpanii. Cervato łącznie w reprezentacji Włoch rozegrał 28 meczów i strzelił 4 gole.

## Kariera trenerska
Sergio Cervato po zakończeniu kariery piłkarskiej został trenerem. Trenował kluby: Delfino Pescara 1936 (1966–1967), Trani (1967–1968) i Empoli FC (1968–1970).

## Statystyki

### Kluby
| Klub               | Sezon              | Serie A | Serie A | Puchar Włoch | Puchar Włoch | Europejskie Puchary | Europejskie Puchary | Łącznie | Łącznie |
| Klub               | Sezon              | Występy | Bramki  | Występy      | Bramki       | Występy             | Bramki              | Występy | Bramki  |
| ------------------ | ------------------ | ------- | ------- | ------------ | ------------ | ------------------- | ------------------- | ------- | ------- |
| ACF Fiorentina     | 1948–49            | 18      | 0       |              |              |                     |                     | 18      | 0       |
| ACF Fiorentina     | 1949–50            | 36      | 2       |              |              |                     |                     | 36      | 2       |
| ACF Fiorentina     | 1950–51            | 37      | 4       |              |              |                     |                     | 37      | 4       |
| ACF Fiorentina     | 1951–52            | 28      | 1       |              |              |                     |                     | 28      | 1       |
| ACF Fiorentina     | 1952–53            | 31      | 2       |              |              |                     |                     | 31      | 2       |
| ACF Fiorentina     | 1953–54            | 33      | 3       |              |              |                     |                     | 33      | 3       |
| ACF Fiorentina     | 1954–55            | 18      | 0       |              |              |                     |                     | 18      | 0       |
| ACF Fiorentina     | 1955–56            | 33      | 5       |              |              |                     |                     | 33      | 5       |
| ACF Fiorentina     | 1956–57            | 30      | 5       |              |              | 7                   | 0                   | 37      | 5       |
| ACF Fiorentina     | 1957–58            | 27      | 4       | 9            | 0            |                     |                     | 36      | 4       |
| ACF Fiorentina     | 1958–59            | 25      | 5       | 2            | 0            |                     |                     | 27      | 5       |
| ACF Fiorentina     | Łącznie            | 316     | 31      | 11           | 0            | 7                   | 0                   | 334     | 31      |
| Juventus Turyn     | 1958–59            |         |         | 2            | 3            | 0                   | 0                   | 2       | 3       |
| Juventus Turyn     | 1959–60            | 34      | 6       | 3            | 2            |                     |                     | 37      | 8       |
| Juventus Turyn     | 1960–61            | 28      | 1       | 2            | 1            | 2                   | 0                   | 32      | 2       |
| Juventus Turyn     | Łącznie            | 62      | 7       | 7            | 6            | 2                   | 0                   | 71      | 13      |
| SPAL 1907          |                    |         |         |              |              |                     |                     |         |         |
| 1961–62            | 32                 | 5       |         |              |              |                     | 32                  | 5       |         |
| 1962–63            | 29                 | 0       |         |              |              |                     | 29                  | 0       |         |
| 1963–64            | 27                 | 2       |         |              |              |                     | 27                  | 2       |         |
| 1964–65            | 3                  | 0       |         |              |              |                     | 3                   | 0       |         |
| Łącznie            | 91                 | 7       |         |              |              |                     | 91                  | 7       |         |
| Łącznie w karierze | Łącznie w karierze | 469     | 45      | 18           | 6            | 9                   | 0                   | 496     | 51      |

### Reprezentacja
| Reprezentacja narodowa | Rok     | Występy | Gole |
| ---------------------- | ------- | ------- | ---- |
| Włochy                 |         |         |      |
| 1951                   | 4       | 0       |      |
| 1952                   | 2       | 0       |      |
| 1953                   | 4       | 1       |      |
| 1954                   | 1       | 0       |      |
| 1955                   | 2       | 0       |      |
| 1956                   | 5       | 0       |      |
| 1957                   | 5       | 2       |      |
| 1958                   | 2       | 0       |      |
| 1959                   | 2       | 1       |      |
| 1960                   | 1       | 0       |      |
| Łącznie                | Łącznie | 28      | 4    |

### Gole w reprezentacji
| Lp. | Data              | Stadion   | Przeciwnik        | Wynik | Turniej           |
| --- | ----------------- | --------- | ----------------- | ----- | ----------------- |
| 1.  | 13 grudnia 1953   | Genua     | Czechosłowacja    | 3-0   | International Cup |
| 2.  | 25 kwietnia 1957  | Rzym      | Irlandia Północna | 1-0   | El. Mundialu 1958 |
| 3.  | 12 maja 1957      | Zagrzeb   | Jugosławia        | 1-6   | International Cup |
| 4.  | 29 listopada 1959 | Florencja | Węgry             | 1-1   | International Cup |

## Sukcesy piłkarskie

### Fiorentina
- Mistrzostwo Włoch: 1956
- Finał Pucharu Włoch: 1959
- Finał Pucharu Europy: 1957

### Juventus Turyn
- Mistrzostwo Włoch: 1960, 1961
- Puchar Włoch: 1960